# Paco García
Francisco García Álvarez (Valladolid, 23 de abril de 1967) es un entrenador de baloncesto español.

## Trayectoria deportiva
El vallisoletano es un entrenador de baloncesto con gran experiencia en Liga ACB y LEB Oro, donde acumula más de 200 partidos como primero en Liga Endesa, además de 350 en la Liga LEB Oro, a lo que hay que sumar temporadas en otras categorías FEB, distintas Selecciones Nacionales y casi 200 partidos en Brasil para alcanzar los 1000 encuentros como profesional.

## Clubs
- 1984-85 : Entrenador en las categorías inferiores del Fórum Valladolid.
- 1985-87 : Segundo entrenador ayudante de Mario Pesquera en el Fórum Valladolid.
- 1987-90 : Entrenador ayudante de Felipe Coello en Juver Murcia.
- 1990-91 : Entrenador del C.B. Palencia ( Segunda División ).
- 1991-93 : Segundo entrenador ayudante de Herb Brown y de Iñaki Iriarte en el Taugrés Vitoria.
- 1993-95 : Segundo entrenador ayudante de Manel Comas en el Taugrés Vitoria.
- 1995-96 : Entrenador del Espolón Burgos (Liga EBA).
- 1996-97 : Balneario de Archena (Liga EBA) y Fórum Valladolid.
- 1997-98 : Fórum Valladolid y Leche Río Breogán Lugo (LEB).
- 1998-02 : Entrenador del Breogán Lugo (ACB).
- 2002-04 : Tenerife Baloncesto
- 2004-05 : Plus Pujol Lleida desde la 14.ª jornada
- 2005-06 : Fórum Valladolid
- 2006-08 : Entrenador del Leche Río Breogán (LEB).
- 2009-11 : Club Ourense Baloncesto
- 2011: Selección de la República de Centroáfrica.
- 2012- 2016: Mogi das Cruzes
- 2016- 2019: Club Baloncesto Ciudad de Valladolid. Liga LEB Oro.
- 2020: Baloncesto Fuenlabrada. Liga Endesa.
- 2022-2024: Real Valladolid Baloncesto. Liga LEB Oro.[2]

## Palmarés
- Campeón de la Liga LEB, logra el ascenso del Breogán Universidade a la Liga ACB en la temporada 1998-99, y campeón de Copa Galicia.
- Medalla de Oro con la Selección Nacional B en los Juegos del Mediterráneo de Bari-97.
- Medalla de Bronce con la Selección Nacional Universitaria en la Universiada de Palma de Mallorca 99.
- Medalla de Bronce con la Selección Nacional Joven en el Campeonato de Europa de Ohrid-2000.
- Entrenador de la Selección Joven en el Mundial de Japón-2001 que logra el 5º puesto.
- Campeón Autonómico con Juver Murcia Junior en la temporada 88-89.
- Campeón Provincial y Autonómico con Forum Valladolid Juvenil en la temporada 96-97.
- Medalla de Plata en el Campeonato de Europa sub-23 de Turquía-1996 como entrenador ayudante.
- Subampeón de Europa y de la Copa del Rey como entrenador ayudante en el Taugrés de Vitoria en la temporada 1993-94.
- Campeón de la Copa del Rey y subcampeón de Europa en la temporada 1994-95 siendo entrenador ayudante en el Taugrés de Vitoria.[3]